# Ball Raider
Ball Raider è un videogioco clone di Breakout pubblicato nel 1987 o forse inizio 1988 per Amiga dall'editrice tedesca a prezzi contenuti Diamond, legata al distributore britannico Robtek. È caratterizzato da immagini di sfondo artistiche a tema fantascientifico. A parte questo non apportava innovazioni rispetto alle varianti di Breakout dell'epoca, come il celebre Arkanoid.
Nel 1988 la Diamond pubblicò un meno noto Power Ball, che nell'edizione della US Action venne intitolato Ball Raider II e considerato un seguito. Venne sviluppato per Amiga dal gruppo olandese The Incredible Trio ed è un clone di Arkanoid ancora più tradizionale, ma dotato di un editor di livelli.

## Modalità di gioco
Ball Raider è un tipico clone di Breakout e ripropone la classica formula della racchetta mossa in orizzontale alla base dello schermo per respingere la palla e abbattere i mattoncini disposti in alto.
Ci sono 25 livelli, caratterizzati da disposizioni diverse dei mattoncini e da immagini di sfondo variabili, a tema fantascientifico a volte tendente al fantastico, realizzate con computer grafica non digitalizzata.
I mattoncini presenti in ogni livello sono relativamente pochi e sono disposti con spazi vuoti tra l'uno e l'altro, senza formare muri compatti come invece avviene tipicamente nei cloni di Breakout.
Le disposizioni dei mattoncini sono regolari e non riservano grandi sorprese; i mattoncini sono tutti dello stesso colore, e come ostacoli aggiuntivi possono essere presenti solo barre orizzontali o mattoncini indistruttibili.
Il giocatore può controllare la racchetta solo con il joystick, non con il mouse, nonostante quest'ultimo sia generalmente più adeguato per i giochi di questo tipo. La possibilità di influenzare la traiettoria è limitata, dato che la palla rimbalza sulla racchetta all'incirca sempre con lo stesso angolo.
Distruggendo i mattoncini si possono ottenere dei power-up: palla rallentata, palla veloce, palla calamitata (anziché rimbalzare si ferma sulla racchetta e riparte solo a comando del giocatore), vita extra, passaggio immediato del livello. Sono simili ai bonus introdotti da Arkanoid, ma con meno varietà, e vengono ottenuti istantaneamente a sorpresa, non raccogliendo oggetti; il tipo di bonus ottenuto è evidenziato da una scritta che appare in basso.

## Accoglienza
Ball Raider fu giudicato prevalentemente in modo negativo dalla stampa europea dei suoi tempi. Uscì in un periodo in cui molti cloni di Breakout apparvero per Amiga, sulla scia del successo di Arkanoid, ma fu meno riuscito di altri.
La bellezza delle immagini decorative fu quasi sempre apprezzata, a volte con ampie lodi, ma la giocabilità veniva spesso considerata scadente oltre che del tutto priva di originalità, portando a giudizi complessivi il più delle volte negativi.
Vennero segnalati anche la scialba grafica degli elementi in primo piano, le dimensioni limitate della finestra di gioco, l'assenza del mouse, la presenza di bug grafici e la ripetitività della musica di sottofondo.
Nei casi peggiori Power Play 4 arrivò a dare un voto di 1,5/10 e Your Commodore 44 un parametro "valore" di 1/10. Invece alcuni casi di riviste che ritennero il gioco decente sono Computer and Video Games 78 e Tilt 53; quest'ultima in compenso avverte che gli elaborati sfondi possono rendere difficile seguire la palla.